# Петрос Тер-Погосян
Петрос Ованесі Тер-Погосян (?, Спер (Ispir, Туреччина)  — 1937, Мінусінськ?)  — месник за геноцид вірмен, убив турецького військово-морського міністра Джемаля-пашу в рамках Операції «Немезіс».

## Біографія
Народився в селі Верин Мохракуйт, у 13 років поїхав до Харкова, де було багато вірмен-католиків. Влаштувався помічником пекаря в Харкові.
У 1916 році, коли російська армія зайняла Хоторджур, він разом із друзями повернувся до рідного села Верин Мохракуйт. «Він був упевнений, що Попелюшка, як і птах Фенікс, відродиться і заживе новим життям».
Однак незабаром турки почали окупувати Вірменію... Саме на початку цього наступу турки, які ще не захопили Байбурд, оточили Хоторджур... Близько 100 жителів Хоторджура на чолі з Петросом та іншими товаришами зуміли організувати загін самооборони в ущелині Хоторджуру. Вони змогли відбити багато атак турецьких регулярних військ і лише тоді, коли всі запаси були вичерпані, коли турки вже захопили Карс і всі надії на допомогу ззовні розвіялися, лише тоді Пертос покинув Хоторджур зі своїм загоном... «Петро, як ватажок, проявив себе не тільки як відважний воїн, а й як умілий воєначальник і організатор»
Уцілілі жителі Хогорджура (всього близько 25 осіб), покинувши рідне село, з боями пробираються до Лазістану, щоб звідти перебратися на Кавказ. Під час цього відступу Петрос захворів на тиф і був без свідомості, коли в 1918 році разом із друзями потрапив до турецького полону. Їх доставили у кайданах до в'язниці Трабзона і засудили до повішення. Однак за сприятливих обставин і сприяння Мамуш-заде цей вирок замінюють на 101 рік ув'язнення.
І лише після поразки Туреччини в Першій світовій війні, за втручання союзників, вони були звільнені. Петрос їде до Бата, де зустрічає Арташеса Геворкяна (Արտաշես Գևորգյան). Вони переїжджають до Вірменії і приєднуються до вірменського корпусу, вважаючи, що служать своєму багатостраждальному народу, здійсненню його багатовікової мрії, звільненню Західної Вірменії.

### Месник.Операція «Немезіс»
25 липня 1922 Петрос Тер-Погосян і Арташес Геворкян привели в виконання вирок над Джемаль-пашою, колишнім міністром військово-морських сил Османської імперії, який прибув до Москви як представник Афганістану, на Петрос-Меці (нині вулиця Павле Інгорокви) в Тбілісі. Не чекаючи фінансової допомоги від радянського уряду, в інтересах якого він обіцяв протистояти англійцям в Афганістані, Джемаль спробував дістатися до Анкари через Тифліс, щоб зустрітися з Мустафою Кемалем. 
В організації замаху брали участь Зарекх Мелік-Шахназарян і Степан Цагікян.
У 1930-х роках Петрос Тер-Погосян був заарештований і засланий до Мінусинська. Він подав заяву про помилування, але помер в ув'язненні в 1937 році.

## Увічнення пам'яті

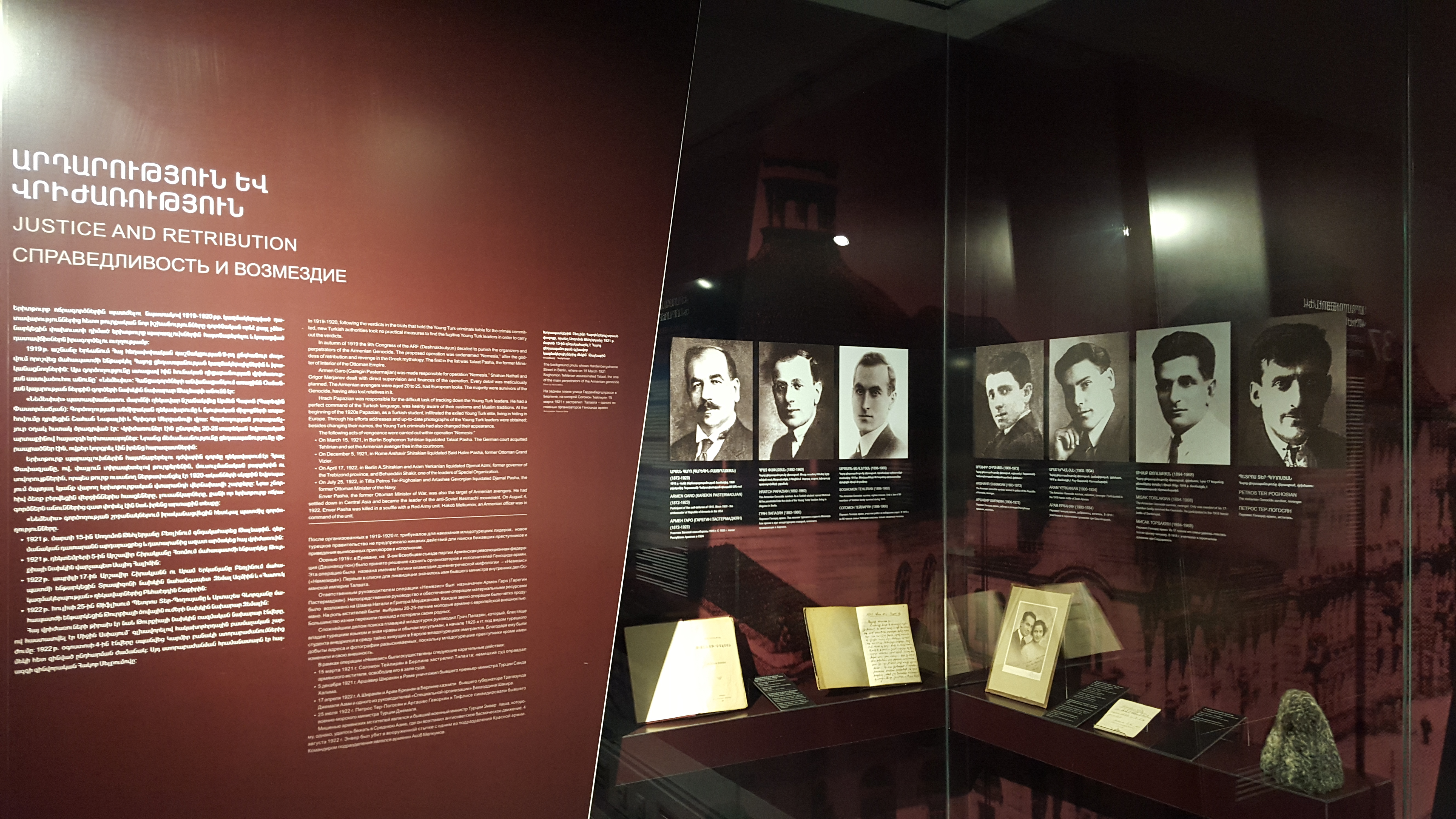
Виставка, присвячена операції «Немезида» в Цицернакаберді
перший справа - Петрос Тер-Погосян

- 5 квітня 2010 року на розі вулиць Чайковського та Інгороква в Тбілісі на фасаді будинку колишнього статського радника Антона Согомона Корханяна була встановлена меморіальна дошка Джемал-паші. 17 квітня завдяки вірменській громаді дошку було знято[2].
- У 2015 Вірменія випустила поштову марку, присвячену Операції «Немезіс».

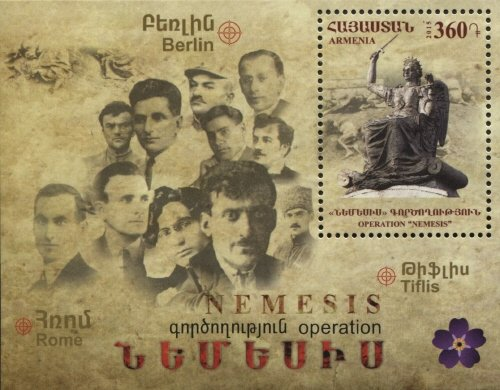
Поштова марка, присвячена Операції «Немезіс»

- Ім'я Петроса Тер-Погосяна висічено на плиті пам'ятника «Лицарям національної гідності», відкритому 25 квітня 2023 року в Єреванського центральному парку[3]։